# Immergentia patagoniana
Immergentia patagoniana is een mosdiertjessoort uit de familie van de Immergentiidae. De wetenschappelijke naam van de soort is voor het eerst geldig gepubliceerd in 1978 door Pohowsky.